# Temnoscelis waddeli
Temnoscelis waddeli – gatunek chrząszcza z rodziny kózkowatych i podrodziny zgrzypikowych. Jedyny przedstawiciel rodzaju Temnoscelis.

## Zasięg występowania
Afryka Zachodnia i Środkowa, notowany w Nigerii, Kamerunie, Kongu oraz Demokratycznej Republice Konga.